# أبوستولوس أنتونوبولوس
أبوستولوس أنتونوبولوس (مواليد 7 يونيو 1983) هو سبّاح يوناني، مثّل بلاده في الألعاب الأولمبية الصيفية 2004.

## روابط خارجية
أبوستولوس أنتونوبولوس على موقع الاتحاد الدولي للسباحة (الإنجليزية)
- أبوستولوس أنتونوبولوس على موقع SwimRankings.net (الإنجليزية)
- أبوستولوس أنتونوبولوس على موقع أوليمبيديا (الإنجليزية)